# Пезиндоло (Мачерата)
Пезиндоло (итал. Pesindolo) насеље је у Италији у округу Мачерата, региону Марке.
Према процени из 2011. у насељу је живело 17 становника. Насеље се налази на надморској висини од 411 м.